# Lewis Hall
Lewis Kieran Hall (Slough, 8 september 2004) is een Engels voetballer die doorgaans speelt als middenvelder. In juli 2024 verruilde hij Chelsea voor Newcastle United. Hall maakte in 2024 zijn debuut in het Engels voetbalelftal.

## Clubcarrière
Hall speelde vanaf zijn achtste in de jeugdopleiding van Chelsea. Hij zat op 22 december 2021 voor het eerst in de wedstrijdselectie van het eerste elftal. Vanaf de bank zag hij Pontus Jansson (eigen doelpunt) en Jorginho (strafschop) zorgen voor twee doelpunten van Chelsea tegen Brentford in de EFL Cup, waarmee de Londense club met 0–2 won. Hall kwam niet in actie. In het nieuwe jaar 2022 mocht hij wel zijn debuut maken van coach Thomas Tuchel. De Duitse trainer zette de middenvelder toen in zijn basisopstelling voor een wedstrijd in de FA Cup tegen Chesterfield. Door doelpunten van Timo Werner, Romelu Lukaku, Callum Hudson-Odoi, Andreas Christensen en Hakim Ziyech werd met 5–0 gewonnen. Hall speelde het gehele duel mee en gaf de assist bij de treffer van Lukaku. Halls verbintenis werd in september 2022 opengebroken en verlengd tot en met het seizoen 2024/25. Coach Graham Potter liet hem een paar maanden later debuteren in de Premier League en stelde hem na de winterstop regelmatig op als basisspeler. Chelsea voegde in juni 2023 nog een jaar toe aan zijn contract.
Hall vertrok in augustus 2023 echter op huurbasis naar Newcastle United, de club waarvan hij van kinds af aan fan was. Dat bedong daarbij een optie tot koop. Hall maakte tijdens zijn verhuurperiode zijn eerste doelpunt als profvoetballer, in de EFL Cup tegen Manchester United. Hij verdubbelde de voorsprong na een goal van Miguel Almirón en uiteindelijk won Newcastle door een goal van Joe Willock met 0–3. De optie in zijn huurcontract werd in het voorjaar van 2024 automatisch gelicht omdat er aan bepaalde voorwaarden werd voldaan. Hierdoor werd hij vanaf de zomer voor circa tweeëndertigenhalf miljoen overgenomen. Gedurende het seizoen 2024/25 had hij vrijwel uitsluitend een basisplaats, tot hij in maart 2025 geblesseerd raakte aan zijn enkel en het seizoen voor hem voorbij was. Hierdoor miste hij ook de met 1–2 gewonnen EFL Cup-finale tegen Liverpool.

## Clubstatistieken
| Seizoen | Club               | Competitie     | Competitie | Competitie | Beker | Beker | Internationaal | Internationaal | Totaal | Totaal |
| Seizoen | Club               | Competitie     | Wed.       | Dlp.       | Wed.  | Dlp.  | Wed.           | Dlp.           | Wed.   | Dlp.   |
| ------- | ------------------ | -------------- | ---------- | ---------- | ----- | ----- | -------------- | -------------- | ------ | ------ |
| 2021/22 | Chelsea            | Premier League | 0          | 0          | 1     | 0     | —              | —              | 1      | 0      |
| 2022/23 | Chelsea            | Premier League | 9          | 0          | 2     | 0     | 0              | 0              | 11     | 0      |
| 2023/24 | → Newcastle United | Premier League | 18         | 1          | 3     | 1     | 1              | 0              | 22     | 2      |
| 2024/25 | Newcastle United   | Premier League | 27         | 0          | 7     | 0     | —              | —              | 34     | 0      |
| Totaal  | Totaal             | Totaal         | 54         | 1          | 13    | 1     | 1              | 0              | 68     | 2      |

Bijgewerkt op 24 juni 2025.

## Interlandcarrière
Hall maakte zijn debuut in het Engels voetbalelftal op 14 november 2024, toen een wedstrijd in het kader van de UEFA Nations League 2024/25 gespeeld werd tegen Griekenland. Door doelpunten van Ollie Watkins en Curtis Jones en een eigen doelpunt van Odisseas Vlachodimos ging het duel met 3–0 gewonnen. Van interim-bondscoach Lee Carsley moest Hall op de reservebank aan de wedstrijd beginnen. Hij mocht in de rust invallen voor Ezri Konsa. De andere Engelse debutant dit duel was Morgan Rogers (Aston Villa).
| Interlands van Lewis Hall voor Engeland | Interlands van Lewis Hall voor Engeland | Interlands van Lewis Hall voor Engeland | Interlands van Lewis Hall voor Engeland | Interlands van Lewis Hall voor Engeland | Interlands van Lewis Hall voor Engeland |
| №                                       | Datum                                   | Wedstrijd                               | Uitslag                                 | Competitie                              | Goals                                   |
| Als speler bij Newcastle United         | Als speler bij Newcastle United         | Als speler bij Newcastle United         | Als speler bij Newcastle United         | Als speler bij Newcastle United         | Als speler bij Newcastle United         |
| --------------------------------------- | --------------------------------------- | --------------------------------------- | --------------------------------------- | --------------------------------------- | --------------------------------------- |
| 1                                       | 14 november 2024                        | Griekenland – Engeland                  | 0 – 3                                   | Nations League 2024/25                  |                                         |
| 2                                       | 17 november 2024                        | Engeland – Ierland                      | 5 – 0                                   | Nations League 2024/25                  |                                         |

Bijgewerkt op 24 juni 2025.

## Erelijst
| EFL Cup | 1 | 2024/25 |